# Los Santiagos
Los Santiagos är en ort i Mexiko.   Den ligger i kommunen Jalpa och delstaten Zacatecas, i den centrala delen av landet, 500 km nordväst om huvudstaden Mexico City. Los Santiagos ligger 1 384 meter över havet och antalet invånare är 581.
Terrängen runt Los Santiagos är kuperad söderut, men norrut är den platt. Los Santiagos ligger nere i en dal. Runt Los Santiagos är det ganska glesbefolkat, med 26 invånare per kvadratkilometer. Närmaste större samhälle är Jalpa, 3,0 km sydväst om Los Santiagos. Omgivningarna runt Los Santiagos är en mosaik av jordbruksmark och naturlig växtlighet.